# Елизавета Мария Австрийская
Эрцгерцогиня Елизавета Мария Генриетта Стефания Гизела Австрийская (нем. Elisabeth Marie Henriette Stephanie Gisela; 2 сентября 1883, Лаксенбург, Мёдлинг — 16 марта 1963, Вена) — единственный ребёнок в семье австрийского кронпринца Рудольфа и его жены Стефании Бельгийской (дочери Леопольда II). Из-за участия в социал-демократическом движении прозвана «красной эрцгерцогиней».

## Биография
Елизавета, которую в семье называли Эржи (Erzsi), в возрасте пяти лет лишилась отца, который был найден мёртвым вместе со своей любовницей. После этого девочку взял к себе её дедушка император Франц Иосиф I, Елизавета была его любимой внучкой. В 1900 году её мать Стефании вышла замуж за венгерского графа Элемера Надь-Лоньяи, после чего практически не контактировала с дочерью.
Ходили слухи, что претендент на бельгийский трон принц Альберт хотел взять Елизавету в жены, но король Леопольд II, рассерженный на свою дочь Стефанию из-за её брака, отсоветовал ему это делать. Елизавета вышла замуж 23 января 1902 года. Её супруг принц Отто цу Виндишгрец (1873—1952) был ниже эрцгерцогини по статусу, что привело к разрыву связи Елизаветы с императорским домом. В браке родилось четверо детей:
- Франц Иосиф Виндишгрец (1904—1981), женился на графине Гислен д'Аршот-Шенховен, 2 детей
- Эрнест Виндишгрец (1905—1952), был женат дважды: на Хелене Скиннер (развод), в браке родилось 2 детей, и на баронессе Еве фон Исбари, в браке родилось 2 детей.
- Рудольф Виндишгрец (1907—1939), женат не был, потомства не оставил
- Стефания Виндишгрец (1909—2005), была замужем дважды: за Пьером д'Алькантара ди Керриу, графом д'Алькантара ди Керриу, в браке родился один сын, и за Карлом Акселем Бьёрклундом, в браке родился один сын.

После падения монархии в 1918 супруги разошлись. Официально развод был оформлен в 1948 году. Елизавета Мария (с установлением республики она лишилась всех титулов) в 1921 познакомилась с социал-демократом профессором Леопольдом Петцнеком (1881—1956). Они поженились лишь в 1948 году, когда она получила развод.
В 1925 году она вступила в австрийскую социал-демократическую партию. Среди партийных товарищей она стала известна как «красная эрцгерцогиня». Елизавета увлекалась спиритизмом и записывала сеансы в своем дневнике. Умерла внучка короля и императора в возрасте 80 лет 16 марта 1963 года. Согласно её завещанию, похоронена в безымянной могиле на венском Хюттельдорфском кладбище.